# 食用牛
食用牛或稱肉牛是一些專門為食用而飼養的牛肉品種，它們与奶牛不同，奶牛專門用于牛奶生产。
以下是一些食用牛的舉例：
- 安格斯牛
- 和牛
  - 松阪牛
  - 神戶牛
  - 米澤牛（日语：米沢牛）
  - 但馬牛
  - 近江牛
  - 宮崎牛（日语：宮崎牛）